# Frans Hals (trein)
De Frans Hals was een internationale trein tussen Amsterdam en Duitsland en is genoemd naar de Haarlemse schilder Frans Hals.

## EuroCity

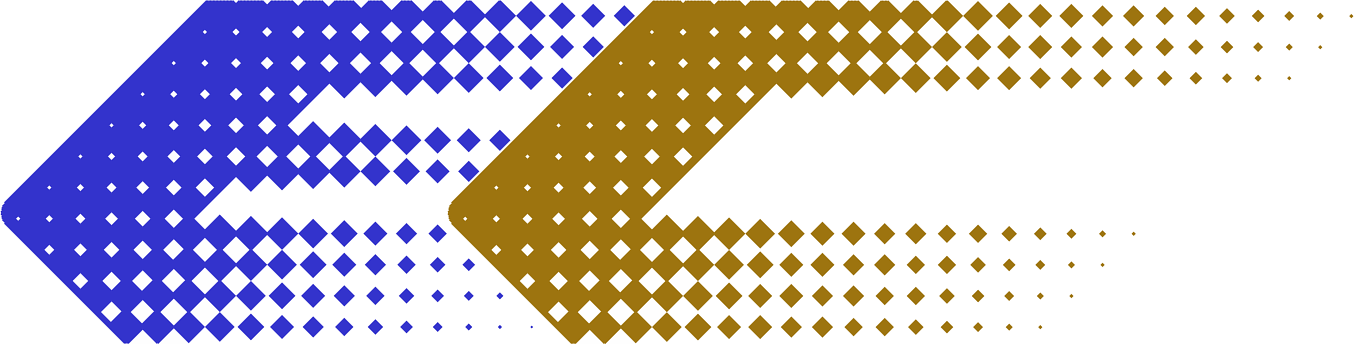
Logo van het EuroCity-net, waarvan de Frans Hals deel uitmaakte

De EC Frans Hals werd op 31 mei 1987 als tweede verbinding, naast de EC Erasmus, tussen Amsterdam en München in het EuroCity-net opgenomen met de treinnummers EC 26 van München naar Amsterdam en EC 27 van Amsterdam naar München. De Frans Hals reed, in tegenstelling tot de Erasmus, niet verder dan München en vertrok 3 uur later dan de Erasmus uit Amsterdam. In München was het vertrek ongeveer 2½ uur voor de Erasmus, zodat zowel aan het begin als aan het eind van de ochtend in beide richtingen een EuroCity beschikbaar was. Op 2 juni 1991 werd in Duitsland de InterCityExpress in gebruik genomen. Hierdoor werd ook het EuroCity verkeer gereorganiseerd waarbij de Frans Hals werd ingekort tot het traject Amsterdam - Keulen. Tussen Amsterdam en Keulen werd een twee-uursfrequentie ingevoerd, waarbij de betrokken treinen genummerd werden van 140 t/m 153. De nummering vond plaats in de volgorde van dienstuitvoering waarbij de treinen uit Keulen de even nummers en die uit Amsterdam de oneven nummers kregen. De Frans Hals reed vanaf dat moment met de nummers EC 145 en EC 148. De trein werd gereden met getrokken rijtuigen van de Deutsche Bundesbahn. Op 4 november 2000 reed de EC Frans Hals voor het laatst en op 5 november werd de treindienst voortgezet door ICE-3M-treinstellen. 